# キャンピング車

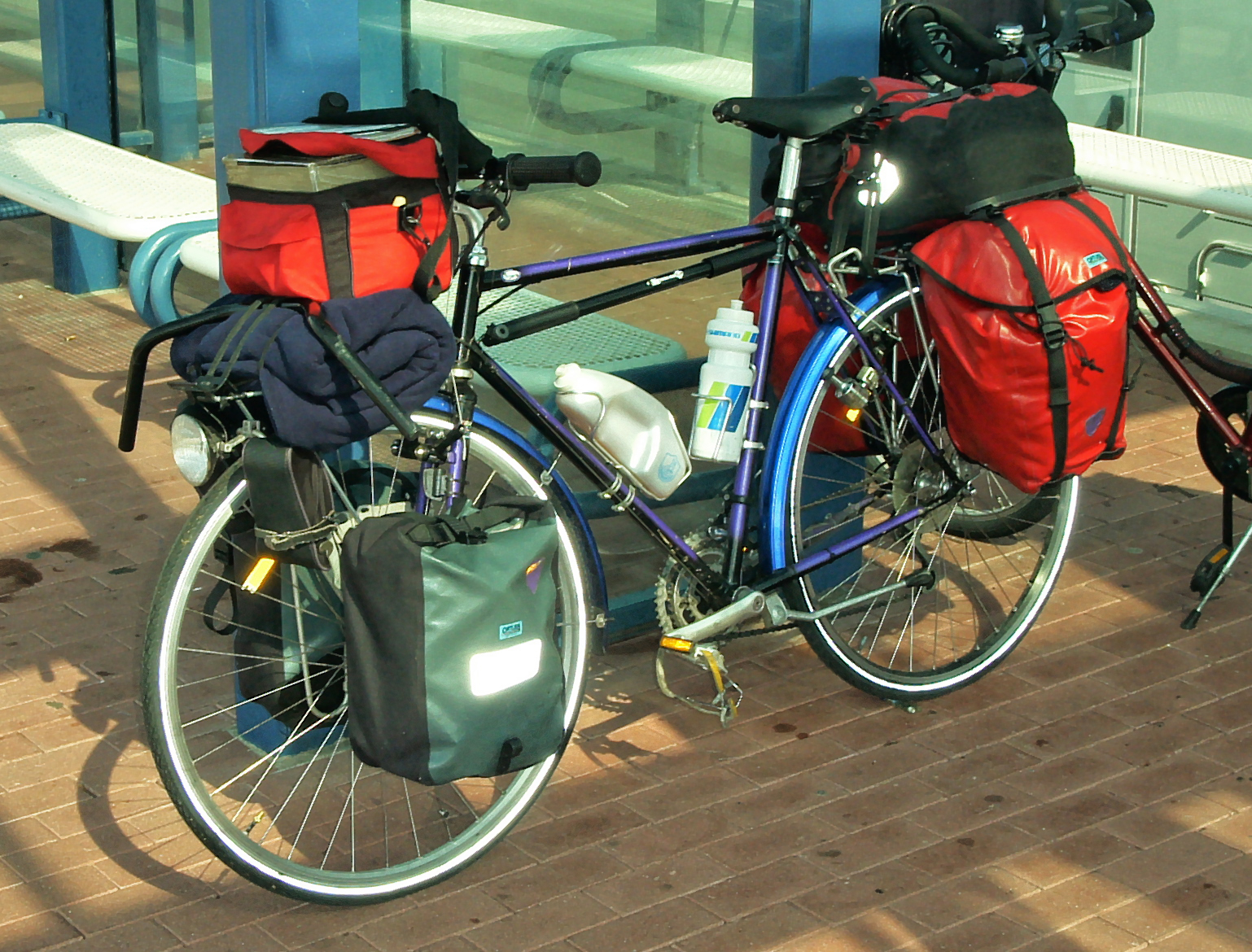
汎用キャンピンキャリアを装備し、大量の荷物を搭載したrandoneur

キャンピング車（キャンピングしゃ）とは、大量の荷物を積載可能な長距離移動用自転車。1週間以上の長期旅行向けの用途で使われる。

## 概要
長期間のキャンプを想定した大量の荷物を積載し、長距離を走行することを目的とする自転車である。

## 構成
見た目はランドナーと似ているが、ランドナーは中旅行程度までである。ランドナーにパニア用サイド枠を4つ（キャンピングキャリア）を付ければキャンピング車のようにもなる。しかし、本格的なキャンピング車は大量の荷物の積載を可能にするために特化した構成となっており、大型キャリアや積載重量に耐えうる太いタイヤを有する。

### フレーム
一般的なランドナーよりも肉厚のクロムモリブデン鋼や高張力鋼の管を用いるなど、重量化して、強度を優先した構造の設計方針で制作されたフレームが用いられる。ダイヤモンドフレームはクロスドシートステイで強化され、世界一周用になるとボトムブラケット部分などに強化する為のパイプが溶接される事もある。前後のエンドにはキャリア装着用のダボが2個ずつ装着され、フォーククラウンはキャリア直付け用のネジ付に成る事が多い。フォークやシートステイの中央部等にキャリア固定用の台座が直付けする場合もある。

### タイヤ
本格的なキャンピングの装備は荷物だけで30キログラム前後になることもしばしある。ゆえに車重と搭乗者の体重を加えると総重量110 - 130kgの近傍になることが予想できることから、それ相応の最大荷重を有する太いタイヤ（650×38Aや650×38B、42B、44B）が採用されている。

### ブレーキ
強力なセンタープルブレーキかカンチレバーブレーキの利用が大半である。ブレーキレバー（ワインマン (スイス企業)/DC144タイプやそのQR付の事である）にはセーフティレバーを装着したり、あるいはギドネットレバーを採用する例も見られる。

### 泥除け
泥除け（マッドガード）は、砂利や泥はね等から、搭乗者を守るために重要な装備である。
幅広タイヤに合せて極太のマッドガードが装着される。レフォール（J. Lefol）の製品を模して「亀甲型」や「溝状に凹ませたタイプ」などのパターンをつけた意匠が多い。

### キャリア
専用のキャリアを装着する。通常は「フロントキャリア」・「フロント左右サイドキャリア」・「リア左右サイドキャリア」の3点で5bagの構成を取る。サドル部分はキャンプ用のマットやシート、予備タイヤ等がぶら提げて括りつけられる場合が多く、サドルバッグの装着は少ない。これらに加えリアキャリアを装着し、さらに大量の荷物を積載する場合も見られる。
たとえばルネ・エルスのキャンピング車に見られるような頑丈で大型のフロントキャリアとサイドキャリアが用いられる。これら「ルネスタイル」のキャリアには大きく分けて3種類ほどあるが、何れもバッグをぶら提げる構造となっている。
荷物の積載配分は、フロントサイドに各8kg、リアサイドに各6kg、フロントバッグに2kgほどの割合で総計で30kgの積載になる。キャリアには、そうした大量の荷物に耐えうる構造が必要である。
なお後ろ側の荷物を重くすると、シミー現象がおきて操縦が困難になったりキャリア破損を起こす場合があるので注意されたい。

## 輪行
キャンピング車では強度や耐久性を優先し、かつ自転車の通行可能な道路が続いている限り目的地まで自走する事を想定している為、輪行はあまり考えられていない。